# Нижнеподкумский
Нижнеподку́мский — посёлок в муниципальном образовании город-курорт Пятигорск Ставропольского края России.

## География
Расстояние до краевого центра: 146 км.

## История
До 1963 года входил в Предгорный район.
До 1965 года входил в Минераловодский район.
В 1972 году Указом Президиума ВС РСФСР посёлок Подкумок Константиновского сельсовета Предгорного района переименован в Нижнеподкумский.
До 1981 года входил в Предгорный район.
На 1 января 1983 года был административным центром Нижнеподкумского сельсовета, подчинённого Пятигорскому горсовету:30, 52.

## Население
| 1989 | 2002  | 2010  | 2014  | 2021  |
| ---- | ----- | ----- | ----- | ----- |
| 1305 | ↗2436 | ↘2311 | ↗2400 | ↘2289 |

По данным переписи 2002 года в национальной структуре населения Белореченского преобладают русские (66 %).

## Инфраструктура
- Дом культуры
- Совхоз «Константиновский» (бывший откормсовхоз «Пятигорский», откормсовхоз «Предгорный). Упоминается в 1961-1991 годах[3].

## Образование
- Детский сад № 10 «Хуторок»
- Средняя общеобразовательная школа № 24